# Cordia dodecandra

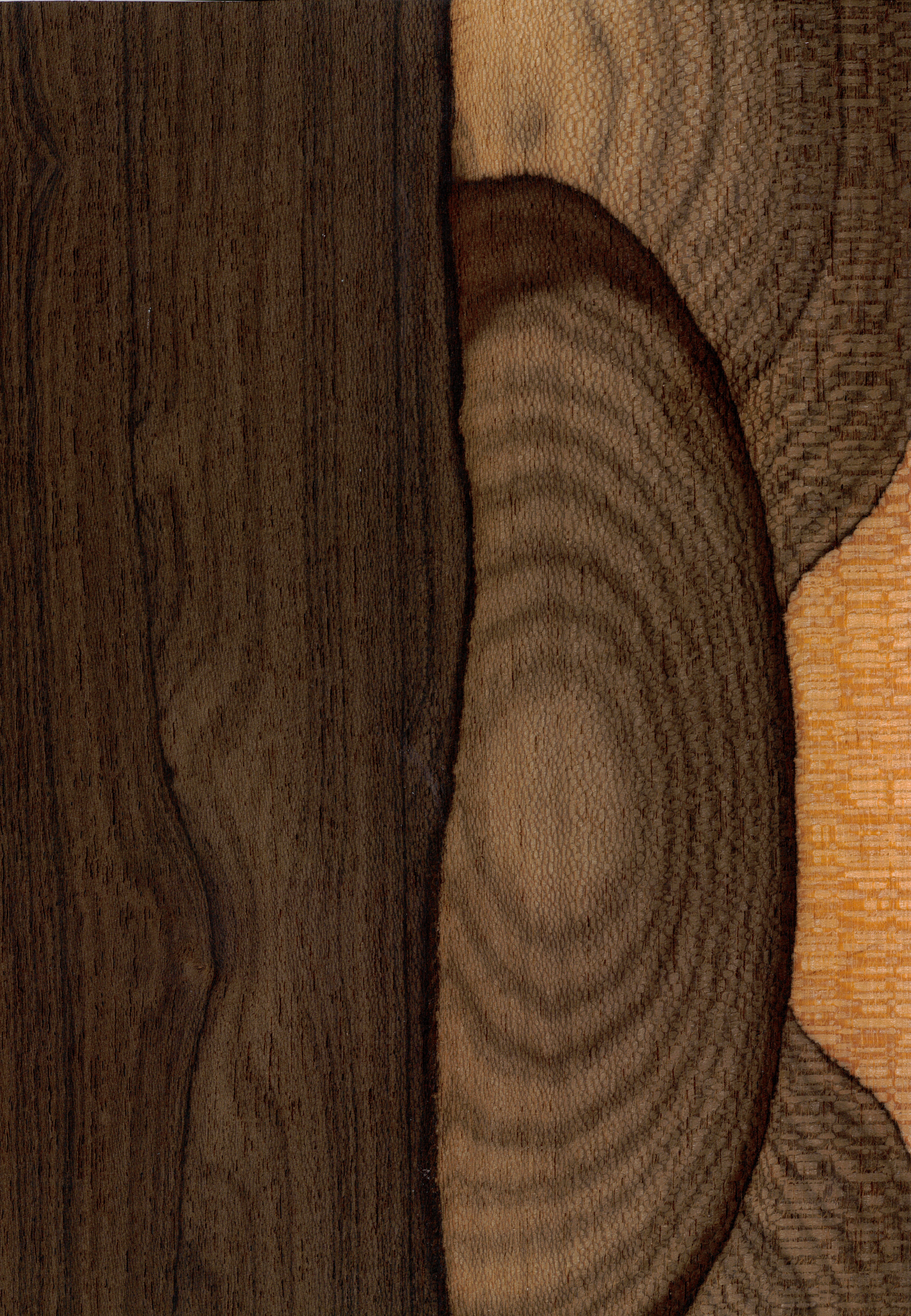
Hoja de chapa de siricote.

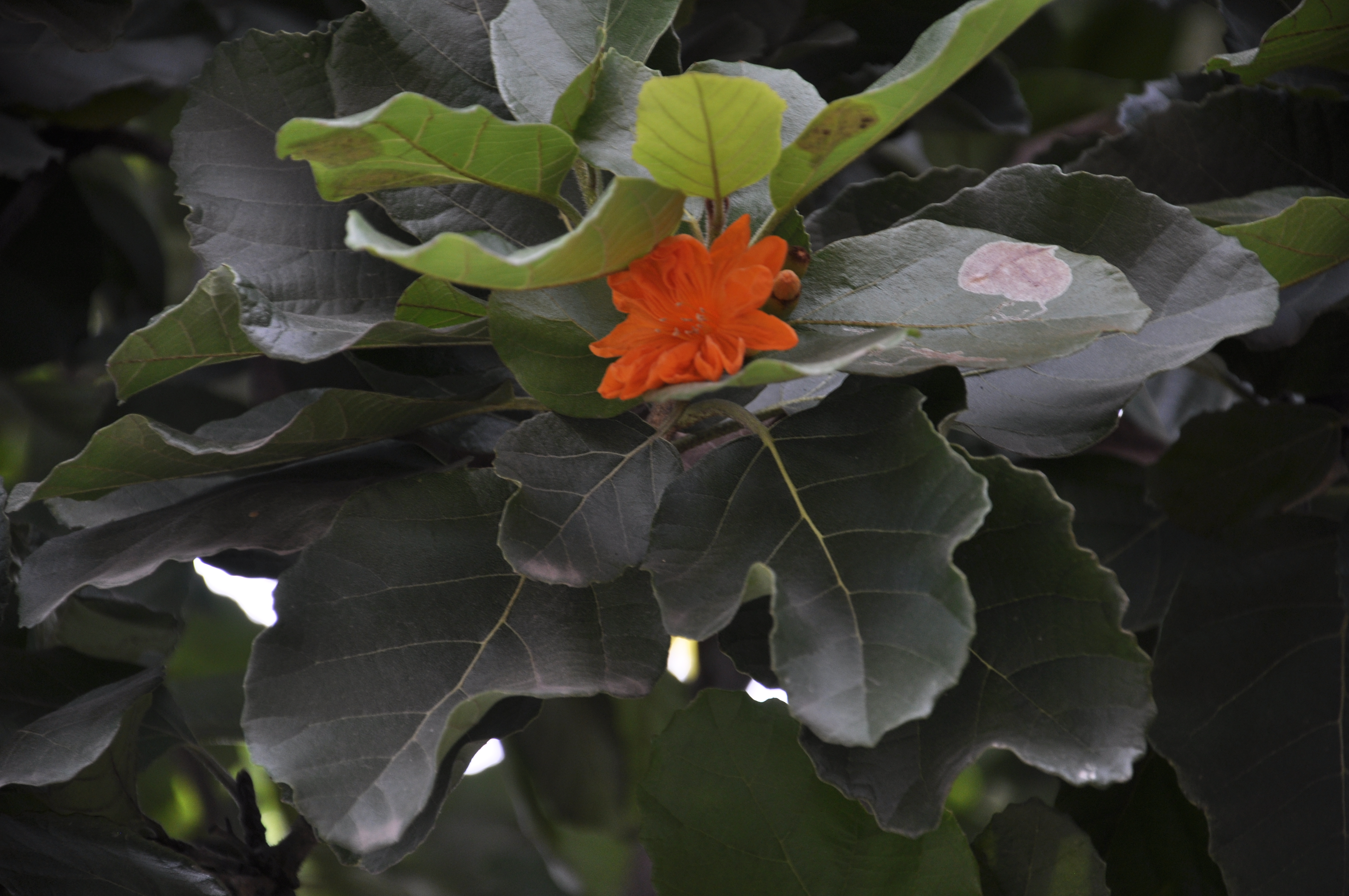
Flor

El siricote o ciricote (Cordia dodecandra)es un árbol de la familia de las Boraginaceas, originario del sur de México, Guatemala y Belice. Es un árbol caducifolio de flores amarillo-rojizas que llega a crecer hasta 30 m de altura. Generalmente se cultiva con fines de ornamentación; además, su madera se usa para la fabricación de muebles y guitarras y como remedio casero contra resfriados; su fruta es comestible y sus hojas se usan con fines de limpieza.

## Descripción
Árbol de tamaño mediano cuya altura oscila de 10 a 30 m de altura y con un diámetro de 40-70 cm. Presenta un tronco cilíndrico y recto de corteza rugosa y color gris, con ramas que crecen en forma ascendente.
Las hojas, de forma elíptica a ovalada, tienen una longitud de 7-15 cm y ancho de 3-8 cm. El color del haz es verde oscuro, mientras que el envés presenta un verde grisáceo. Por ambos lados muestran una textura fibrosa con apéndices epidérmicos rígidos. Los árboles mayores de 15 años presentan una copa menos densa que los árboles jóvenes.
Las flores con pétalos de color amarillo-rojizo o anaranjados, productoras de néctar, alcanzan una longitud de 4-6 cm y un ancho de 4 cm. El fruto de color amarillo claro y 3-5 cm de diámetro contiene 25-55 g de peso fresco y 3-6 g de peso seco (hueso). La pulpa de sabor ácido es rica en nutrientes (14-25% lípidos y 6-14% proteína) y baja en azúcares (5-15%). Una a dos semillas comestibles (1-1.5 cm), con sabor a almendra, se encuentran dentro del hueso. Los frutos crecen en grupos de 2 a 15.
La madera de pulimento fino y color café oscuro muestra una veta recta e irregular textura. En el corte tangencial presenta diferencias de color y en el radial permite observar rayas.

## Fenología

### Follaje
El siricote es caducifolio, por lo que pierde las hojas en la época de sequía . En Yucatán, se puede observar a los árboles de esta especie sin hojas en los primeros meses del año. 

### Floración
Existe un periodo de tiempo determinado en que la floración es más abundante, el cual inicia en febrero y se intensifica en marzo y abril.

### Fructificación
Se pueden encontrar frutos casi todo el año, sin embargo el periodo de mayor abundancia es en los meses de abril y mayo.

## Ecología
Esta planta crece a unos 500 m s. n. m. aproximadamente y en bosque verdoso o semi verdoso seco. Es heliófita (necesita luz para crecer aunque puede hacerlo también teniendo un techo encima) y crece en áreas abiertas y perturbadas de forma relativamente lenta. Presenta un crecimiento intensivo de los brotes al empezar las lluvias en mayo y junio.
Probablemente la polinización de las flores se debe a colibríes y murciélagos, en tanto que la dispersión de las semillas a aves y mamíferos. La especie alcanza el 75% de germinación de 15 a 30 días después de la siembra en laboratorio.
Actualmente es muy difícil encontrar este tipo de árboles de forma silvestre dado a la tala indebida, destrucción de su hábitat y sobreexplotación.

## Distribución
La distribución del siricote en México se presenta en la Península de Yucatán, Campeche, Quintana Roo y las partes bajas de Chiapas, Tabasco y Veracruz, también en partes de Belice, Guatemala.

## Historia
En el siglo XX, Maximino Martínez señaló su uso como anticatarral y antitusígeno. Más tarde, Narciso Souza establece que "con la corteza se prepara un jarabe como remedio popular contra la tos ferina".
En la cultura yucateca se han empleado los frutos del siricote, cosiéndolos en almíbar para elaborar golosinas. Estos dulces han sido típicos para las novenas (nueve días durante los cuales se devotan a los santos de la religión católica mediante rosarios), al igual que dulces como melcocha, coco campechano o negro, coco blanco y rosado, mazapán, dulce de pepita, etc. son clásicos de esta región. 
En la localidad de Petén los antiguos mayas lo nombraban como coktée. En Yucatán se conoce como Trompillo, Cópite, Chakopté y Kopté. En Tuxtla Gutiérrez como Cupapé.

## Usos
Su principal producto es la madera, la cual se utiliza para la fabricación de mobiliario, durmientes de trapiches y artesanía. Se recomienda para fabricar duela y culatas para armas de fuego. Se cultiva por sus flores de color rojo-naranja intenso. como planta de sombra y ornato en jardines.
Los frutos del siricote se utilizan en la elaboración de dulces y jaleas. 
El cocimiento de la madera y de la corteza se puede utilizar como medicina casera para el remedio para la tos, catarro y escalofríos. 

## Taxonomía
Cordia  dodecandra fue descrita por  Alphonse Pyrame de Candolle  y publicado en Systema Vegetabilium 4: 466–467. 1819.
Etimología
Cordia: nombre genérico otorgado en honor del botánico alemán Valerius Cordus (1515-1544).
dodecandra: epíteto latino 
Sinonimia
- Cordia angiocarpa A.Rich.
- Lithocardium angiocarpum¡¡ (A.Rich.) Kuntze
- Lithocardium dodecandrum Kuntze
- Plethostephia angiocarpa (A. Rich.) Miers	[9]

## Nombre común
- capito de México[10]
- Trompillo;(Maya); Yucatán: chak k'oopte, k'oopte'.[11]